# Giorgio Giulini
Giorgio Giulini, I conte di Vialba e Villapizzone (Milano, 16 luglio 1714 – Milano, 26 dicembre 1780), è stato un nobile, storico e storiografo italiano.

## Biografia
Appartenente a una ricca famiglia milanese di rango comitale, Giorgio Giulini fu uno storico e uno storiografo della città di Milano.
Laureato in Legge all'Università degli Studi di Pavia a soli 17 anni, si dedicò anche all'archeologia ed entrò a far parte dell'Accademia dei Trasformati come segretario.
Nell'ottobre 1748 sposò Virginia Moriggia († 1787), figlia del marchese Cosimo.
Divenne famoso per la pubblicazione dei nove volumi delle Memorie spettanti alla storia, al governo, alla descrizione della città e campagna di Milano (1760-1765), che ancora oggi rimangono uno dei documenti fondamentali per lo studio dell'epoca.
Per questo ottenne la carica di Storiografo della città di Milano il 26 agosto 1767 (rinnovata il 28 settembre 1774) con una pensione annua assegnatagli dall'Imperatrice Maria Teresa d'Asburgo; gli venne commissionata anche una Continuazione dell'opera, che pubblicò in due volumi a partire dal 1771.
Nella sua vita ricoprì anche la carica di Presidente del Monte di Pietà, e in più di un'occasione di Presidente dell'ospedale pubblico. Nel 1768 l'imperatrice Maria Teresa lo investì del feudo di Villapizzone e Vialba e assunse il titolo di Conte. Nel 1750 fu ammesso al patriziato milanese.
Nel 1774 ebbe un colpo apoplettico e gli fu ordinato il riposo, ma nel 1777 ne fu colpito nuovamente, perdendo l'uso della parola. Morì tre anni dopo nella notte di Natale del 1780 e fu sepolto a Milano nella tomba di famiglia nella chiesa di San Tomaso in Terramara con la lapide:
MEMORIAE. AETERNAE / GEORGII. JVLINI / COMITIS. VIALBAE. VILLAEQ. PIZZONI / PATRICII. MEDIOLANENSIS / HISTORIOGRAPHI. PATRIAE / TABVLARIISQUE. CIVICIS. PRAEFECTI / IN. QVO. FVERE / INGENIVM. DOCTRINA / MODESTIA. RELIGIO / ABVNDE. OMNIA. LAVDE. DIGNA / OB. VIII. KAL. JAN. MDCCLXXXI / AET. LXVI / H[oc] M[onumentum] H[eredes] S[equitur]

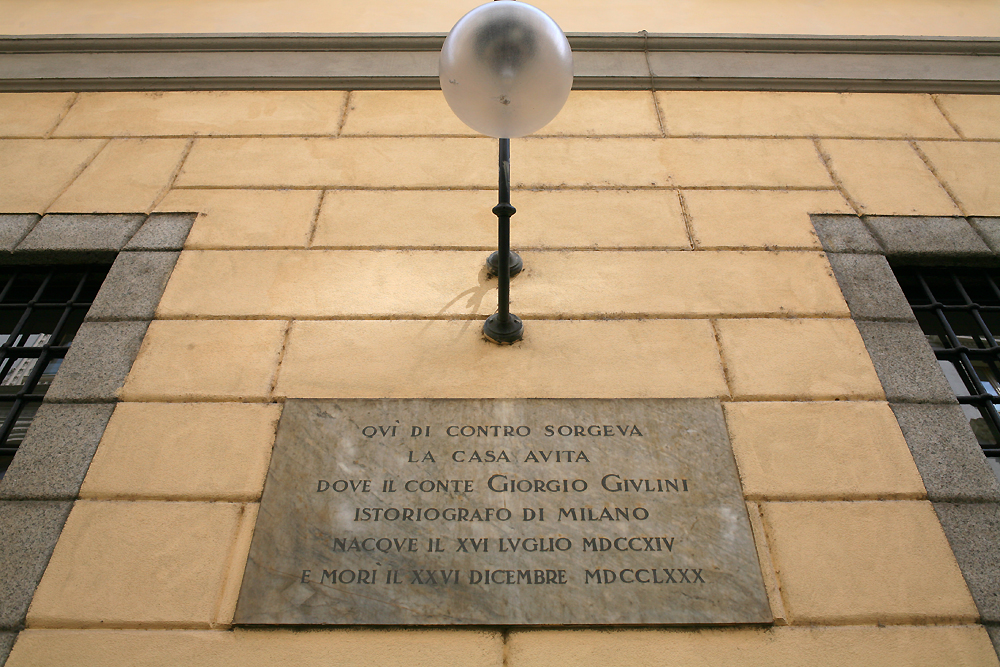
Lapide in via Rovello a memoria dell'abitazione del Conte

che fu rimossa e portata dalla famiglia nella Villa Giulini (oggi Villa San Martino) di Arcore.
Era proprietario anche dell'attuale Villa Giulini a Boffalora sopra Ticino e del Palazzo Giulini di Sorico (CO).
Suo pronipote Cesare fu podestà di Milano nel 1814.
Alla memoria del conte è dedicata a Milano la via Giorgio Giulini che, in pieno centro della città, unisce la via Dante con la via Giovanni sul Muro e il cui inizio dista pochi metri dal luogo dove sorgeva il palazzo di famiglia dei Giulini di via Rovello.

## Opere
- Memorie spettanti alla storia, al governo, ed alla descrizione della Città e della campagna di Milano nei Secoli Bassi, Milano, 1760-65, 9 tomi e consultabile liberamente presso Archive.org): cominciano dal Regno di Carlo Magno in Lombardia, e vanno fino all'inizio del dominio di Matteo Visconti in Milano, cioè dall'anno 774 fino al 1311. Il tomo IX contiene le aggiunte e correzioni, l'indice universale dell'opera, una carta corografica dello Stato di Milano nei secoli di mezzo, colla rispettiva legenda; una carta topografica della città di Milano nel medio evo; il catalogo degli arcivescovi, degli abati di sant'Ambrogio, dei capitani, generali, dei consoli e podestà di Milano.
- Continuazione delle Memorie, ecc., Milano 1771-74. 3 tomi. Comincia dal 1311, epoca del principio della grandezza dei Visconti e continua fino al 1447, in cui si estinse questa famiglia con Filippo Maria.
- Dissertazione sopra Giulia Drusilla, Figlia Di Germanico, in Raccolta Milanese, Milano 1756.
- Ragionamento sopra l'Anfiteatro di Milano, Raccolta Milanese, Milano 1757.
- Orazione recitata in morte del conte Giuseppe Maria Imbonati, conservatore perpetuo dell'Accademia Milanese De' Trasformati, Il Dì Primo Di Settembre 1768, Milano 1769.
- Resposta a don Ironem Biragh sora el sò proponiment de no fà pu rimm (edita in Francesco Cherubini, Collezione delle migliori opere scritte in dialetto milanese, vol. IX, Milano 1816, pp. 63-66)
- Memorie spettanti alla storia, al governo, ed alla descrizione della Città e della campagna di Mllano nei Secoli Bassi, Milano, 1854-57, 7 volumi.